# Cyclophora visperaria
Cyclophora visperaria är en fjärilsart som beskrevs av Fuchs 1884. Cyclophora visperaria ingår i släktet Cyclophora och familjen mätare. Inga underarter finns listade i Catalogue of Life.